# Ernst Feddersen
Ernst Gottlob Johannes Feddersen (* 9. April 1865 in Klanxbüll; † 23. Mai 1945 in Hohenwestedt) war evangelisch-lutherischer Theologe und Pfarrer.

## Leben
Nach der Ordination am 14. Juni 1891 wurde er Provinzialvikar in Witzwort. Ab 1892 war er Pastor in Hohenfelde. Ab 1902 war er Pastor in Horst (Holstein) und Propst von Rantzau (Amtssitz Horst). Ab 1908 war er Pastor an der Jakobikirche (Kiel). Ab 1927 war er emeritiert.

## Schriften (Auswahl)
- Jesus und die socialen Dinge. Eine geschichtliche Untersuchung zur Orientierung in der Gegenwart. Meldorf 1902, OCLC 31244436.
- Paul von Eitzen, der erste Schleswigsche Generalsuperintendent. Kiel 1919, OCLC 699987608.
- Liesbeth Soltaus Dienstjahre. Eine Erzählung aus unserer Zeit. Bordesholm 1921, OCLC 250537431.
- Schleswig-Holstein und die lutherische Konkordie. Ein Beitrag zur Geschichte der evangelischen Kirchenlehre. Kiel 1925, OCLC 472856429.